# Meir Max Bineth

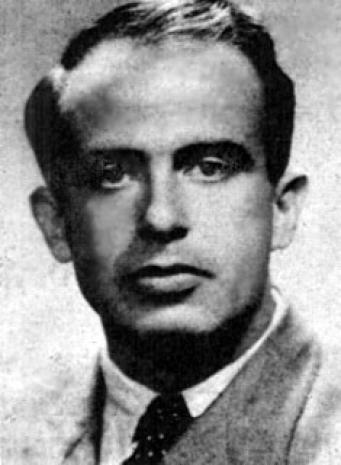
Meʾir Max Bineth

Meʾir Max Bineth (hebräisch מֵאִיר מַקְס בִּינֶט; * 27. Juni 1917 in Szombathely, Österreich-Ungarn; † 21. Dezember 1954 in Ägypten) war ein israelischer Spion und Terrorist. Für seine Rolle in der Operation Susannah wurde er in Ägypten verhaftet, wo er 1954 im Gefängnis Suizid beging.

## Leben
Bineth wurde in Szombathely als Enkel des deutschen Orientforschers Jacob Obermeyer aus Steinhart bei Oettingen geboren, 1884 bis 1915 Professor an der Kaiserlich-Königlichen Öffentlichen Lehranstalt für Orientalische Sprachen der k.k. Akademie für Orientalische Sprachen. Seine deutschsprachigen jüdischen Eltern zogen bald darauf in das Deutsche Reich, und er wuchs in Köln auf, wo die Familie von 1919 bis 1935 lebte. Nach der Machtübernahme von Adolf Hitler floh die Familie in das Völkerbundsmandat für Palästina. In Tel Aviv arbeitete Bineth in verschiedenen Jobs und schloss sich der Hagana an. Zwischen August 1942 und Oktober 1945 arbeitet er im Iran für die Anglo-Iranian Oil Company, wo er Persisch lernte und iranischen Juden half, nach Palästina zu emigrieren. Sein Großvater Obermeyer, der Orientforscher, hatte ebenfalls im Iran als Prinzenlehrer und -begleiter gewirkt. Nach dem Ende des Zweiten Weltkriegs ging er 1946 nach Liverpool, wo er Elektro- und Nachrichtentechnik studierte. Nach der Gründung Israels 1948 half er in Italien, Überlebende des Holocausts im Auftrag der Israelischen Verteidigungsstreitkräfte heimlich nach Israel zu bringen.
1949 trat Bineth in den israelischen Geheimdienst ein und wurde in geheimer Mission in den Irak geschickt. Zwischen 1950 und 1951 studierte er erneut im Vereinigten Königreich am Colwyn Bay Wireless College in Wales.
Bineths letzte Aufgabe und Mission war die eines israelischen Agenten in Ägypten ab 1952. Er war der erste Israel-Deutsche im Einsatz des israelischen Geheimdiensts, der - seine deutsche Staatsbürgerschaft nutzend - in ein feindliches Land geschickt wurde. Bineths Tarnung war günstig, da er als Deutscher bildungsbürgerlichen Hintergrunds und deutscher Muttersprachler mit deutscher Kultur, Literatur und Musik aufgewachsen war. Er wurde undercover ins Königreich Ägypten geschickt und tarnte sich als Geschäftsmann, wobei er verschiedene deutsche Firmen vertrat. Während der letzten sieben Monate seiner geheimen Mission in Ägypten kamen seine Frau Jane (südafrikanischer Herkunft) und beide Töchter zu ihm.
Bineths Aufgabe in Ägypten war es zunächst, für den israelischen Geheimdienst Informationen über die Stärke der ägyptischen Armee, den Zustand der Militärindustrie und die ägyptische Strategie und die Absichten gegenüber Israel zu sammeln. Dank seiner Tarnung als Geschäftsmann aus Deutschland öffneten sich viele Türen zu Ägyptens oberstem Militär. So machte er auch Bekanntschaft mit General Muhammad Nagib, dem damaligen Präsidenten Ägyptens. Er knüpfte auch Beziehungen zu westdeutschen Militärs und Geheimdienstmitarbeitern sowie zu hochrangigen Ex-Nazi-"Militärberatern", die nach dem Zweiten Weltkrieg in Ägypten Zuflucht gefunden hatten. Einige von ihnen halfen Ägypten bei der Entwicklung von Raketen, die Israel bedrohten (siehe auch: Affäre um deutsche Raketenexperten in Ägypten).
Bineth wurde nach dem Scheitern der unter falscher Flagge durchgeführten Operation Susannah 1954 gefasst und verhaftet, ein Vorfall, der später als Lavon-Affäre bekannt wurde. Geplant war, amerikanische und britische Ziele in Ägypten in die Luft zu sprengen und es den Muslimbrüdern, Kommunisten, „unspezifizierten Unzufriedenen“ oder „lokalen Nationalisten“ in die Schuhe zu schieben. Damit sollte Ägypten destabilisiert und deren Verhältnis zu Briten und Amerikanern ruiniert sowie ein Verbleib der britischen Truppen als Puffer zu Israel am Sues-Kanal herbeigeführt werden. Bineth hatte von einem hohen Offizier in Israel den Auftrag erhalten, Geld für die Durchführung zu liefern, und war einige Male mit der israelischen Spionin Marcelle Ninio zusammengetroffen. Unter Folter gab Ninio nach ihrer Verhaftung eine Beschreibung von Bineths Auto ab, die zu seiner Festnahme führte.
Nach fünf Monaten Verhör und Folter beging Bineth am Tag vor seinem Prozess in seiner Gefängniszelle Selbstmord (seine Frau und sein Kind waren in Europa). Er erkannte, dass es für ihn keinen Ausweg mehr gab, und wollte der öffentlichen Hinrichtung durch Hängung entgehen, die ihn nach seiner Verurteilung erwartete. Seine sterblichen Überreste wurden 1959 auf den Militärfriedhof Herzlberg in Jerusalem überführt.